# Баварски Предалпи
Баварските Предалпи (на немски: Bayerische Voralpen) са планинска област в югоизточна Германия и малки съседни части от Австрия.
Те са част от Предалпите и от Северните варовикови Алпи, образуваща ивица с дължина около 70 километра и ориентирана от запад на изток. На юг преминават в по-високите вериги на Източните Алпи, а на север се спускат към Баварското плато. Най-висока точка е връх Кротенкопф (2 086 m).